# Oasis Knebworth 1996
Oasis Knebworth 1996 é um álbum ao vivo e documentário da banda de rock britânica Oasis. O documentário foi lançado em 23 de setembro de 2021, sendo dirigido por Jake Scott, enquanto o álbum foi lançado em 19 de novembro de 2021. Ambos foram gravados em 10 e 11 de agosto de 1996 durante o Festival Knebworth, em Knebworth House, Inglaterra. Na semana após seu lançamento, o filme se tornou o documentário de maior bilheteria de 2021 no Reino Unido.

## Gravação

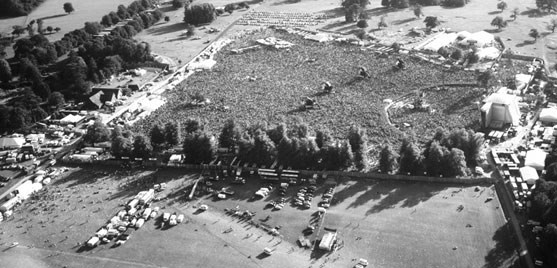
Apresentação da banda durante o festival em 1996.

A Morning Glory Tour (1995–96) começou em 22 de junho de 1995 no Bath Pavilion, como um pré-aquecimento do Festival de Glastonbury que ocorreu no dia seguinte. Foi dividida em doze etapas e 103 shows ao todo, tendo vários concertos cancelados nos Estados Unidos, Austrália e Nova Zelândia — abrangendo a Europa e América do Norte; A turnê contou com a estreia do baterista Alan White e várias novas músicas do álbum que seriam lançados oficialmente em 2 de outubro daquele ano. A partir do lançamento de (What's the Story) Morning Glory? (1995), conseguiram atrair um grande número de público durante seus concertos em estádios — com destaque aos dois shows realizados em agosto de 1996 no Festival de Knebworth, totalizando um público de 250 mil pessoas e 2,5 milhões de pessoas candidatando-se aos ingressos, sendo a maior demanda por um espetáculo na história britânica. O evento veio a ser reconhecido como o auge do fenômeno britpop, com um jornalista comentando; "[Knebworth] pode ser vista como a última grande apresentação do britpop; nada depois corresponderia à sua escala."
Os ingressos para foram colocados à venda a partir das 9h da manhã do dia 11 de maio de 1996 — apenas três meses antes dos grandes shows. O modo de compra dos ingressos era por meio de filas nas bilheterias locais ou em lojas oficiais, como de discos. Supõe-se que um a cada 20 pessoas no Reino Unido solicitavam os ingressos.
No dia 10 de agosto, as bandas de apoio que se apresentaram foram The Bootleg Beatles, The Chemical Brothers, Ocean Colour Scene, Manic Street Preachers e The Prodigy. No segundo dia 11 de agosto, tiveram o suporte de Cast, Dreadzone, Kula Shaker, Manic Street Preachers, The Charlatans.

## Recepção da crítica
| Críticas profissionais | Críticas profissionais |
| Pontuações agregadas   | Pontuações agregadas   |
| Fonte                  | Avaliação              |
| ---------------------- | ---------------------- |
| Metacritic             | 81/100                 |
| Rotten Tomatoes        | [ 13 ]                 |
| Avaliações da crítica  |                        |
| Fonte                  | Avaliação              |
| The Guardian           | [ 14 ]                 |
| The Daily Telegraph    | [ 15 ]                 |
| Consequence            | 67/100                 |

De acordo com a revisão da Metacritic, recebeu uma pontuação média de 81/100; com base em 5 revisões, todos eles foram positivos. Pela Rotten Tomatoes, obteve uma média de 7,4 em uma escala de 10; com base em 15 avaliações, 12 foram positivas e 3 negativas. Em sua avaliação, Christopher Schobert inicia enfatizando as diferenças dos shows nos anos 1990, bem como as dificuldades da época com os dias atuais, remetendo desde ausências das plataformas digitais como "nem um celular à vista. Apenas pessoas vivendo o momento", até a longos processos de espera nas filas para comprar ingressos nas lojas de discos ou ocupação da linha telefônica de modo "impaciente". Finaliza afirmando que o filme "está impregnado de nostalgia, mas almeja mais do que o sentimentalismo dos anos 90. Quando Noel disse mordazmente à multidão de 11 de agosto: 'Isso é história', poderia ter parecido arrogância. Em 2021, podemos apreciar a verdade nessas palavras." Lou Thomas compara os dois dias do show com os concertos realizados de 1–3 de agosto de 2003, pelo músico Robbie Williams: "Boris dirá a você que [Williams] tocou por três noites consecutivas para uma multidão cumulativamente maior no mesmo local em 2003, mas ninguém dá a mínima para isso", concluindo: "Depois de Supersonic (2016) e As It Was (2019), pode-se questionar a necessidade de mais um documentário do Oasis, mas neste caso o esforço é justificado, especialmente se você atingir a maturidade dessas mesmas canções."
Em sua avaliação de quatro estrelas no The Guardian, Ben Beaumont-Thomas singulariza não apenas o fator da quantidade de fãs, mas também um evento cultural britânico associado à banda num período pré-internet. Afirmou: "Indiscutivelmente ele [Noel], e posteriormente este filme, carregaram o evento com um significado maior do que o necessário: a alegria da música ao vivo está na sensação instantânea e efêmera, que não precisa ser pega no esconderijo da história. Mas essa sensação é algo que [Dick] Carruthers capturou brilhantemente em 1996." Neil McCormick do jornal The Daily Telegraph, também fez uma avaliação de quatro estrelas do documentário, publicando: "Oasis Knebworth 1996 é um filme para restaurar sua fé no poder unificador do rock and roll." Clint Worthington do Consequence, idealiza o documentário a processos melancólicos destinados à época ao afirmar que "é um bom documentário sobre pessoas legais se divertindo ao ar livre com sua banda favorita [...] é uma ode a esse sentimento de nostalgia."

## Lista de faixas
| CD1            |                        |         |  |
| N.º            | Título                 | Duração |  |
| 1.             | "Columbia"             | 4:47    |  |
| 2.             | "Acquiesce"            | 3:56    |  |
| 3.             | "Supersonic"           | 5:09    |  |
| 4.             | "Hello"                | 2:55    |  |
| 5.             | "Some Might Say"       | 5:04    |  |
| 6.             | "Roll with It"         | 4:05    |  |
| 7.             | "Slide Away"           | 5:47    |  |
| 8.             | "Morning Glory"        | 4:12    |  |
| 9.             | "Round Are Way"        | 4:47    |  |
| 10.            | "Cigarettes & Alcohol" | 4:43    |  |
| Duração total: | Duração total:         | 45:41   |  |

| CD2            |                               |         |  |
| N.º            | Título                        | Duração |  |
| 1.             | "Whatever"                    | 5:59    |  |
| 2.             | "Cast No Shadow"              | 4:46    |  |
| 3.             | "Wonderwall"                  | 4:04    |  |
| 4.             | "The Masterplan"              | 4:40    |  |
| 5.             | "Don't Look Back in Anger"    | 4:55    |  |
| 6.             | "My Big Mouth"                | 5:10    |  |
| 7.             | "It's Gettin' Better (Man!!)" | 5:56    |  |
| 8.             | "Live Forever"                | 4:56    |  |
| 9.             | "Champagne Supernova"         | 7:26    |  |
| 10.            | "I Am the Walrus"             | 6:40    |  |
| Duração total: | Duração total:                | 54:53   |  |

## Paradas musicais
| País/Parada (2021)                  | Melhor posição |
| ----------------------------------- | -------------- |
| Alemanha (Media Control Charts)     | 15             |
| Austrália (ARIA)                    | 87             |
| Áustria (Ö3 Austria Top 40)         | 23             |
| Bélgica (Ultratop Flandres)         | 27             |
| Bélgica (Ultratop Valônia)          | 32             |
| Espanha (PROMUSICAE)                | 31             |
| França (SNEP)                       | 63             |
| Irlanda (Official Irish Albums)     | 7              |
| Itália (FIMI)                       | 30             |
| Japão (Oricon)                      | 9              |
| Países Baixos (Dutch Charts)        | 30             |
| Reino Unido (Official Albums Chart) | 4              |
| Suíça (Schweizer Hitparade)         | 19             |

## Créditos
Oasis
- Liam Gallagher –  vocal
- Noel Gallagher – guitarra  ·  vocal
- Paul Arthurs – guitarra
- Paul McGuigan – baixo
- Alan White – bateria

Performance adicional
- Mark Feltham – harmônica
- Janet Mason – teclado
- Anne Morfee – violino
- Anna Hemery – violino
- Katie Heller – viola
- Sue Dence – violoncelo
- Emma Black – violoncelo
- Dave Bishop – saxofone
- Jamie Talbot – saxofone
- Steve Sidwell – trompete
- Simon Gardner – trompete
- Stuart Brooks – trompete
- John Squire – guitarra (disco 2 – faixas 9 e 10)